# Каин-Елга (Туймазинский район)
Каин-Елга (баш. Ҡайынйылға) — деревня в Туймазинском районе Республики Башкортостан Российской Федерации. Входит в состав Субханкуловского сельсовета.

## География
Находится на западе республики, в пределах центральной части Бугульминско-Белебеевской возвышенности на реке Усень.

### Географическое положение
Расстояние до:
- районного центра (Туймазы): 10 км,
- центра сельсовета (Субханкулово): 5 км,
- ближайшей ж/д станции (Туймазы): 10 км.

## История
До 2008 года деревня входила в состав Нуркеевского сельсовета.

## Население
| 2002 | 2009 | 2010 |
| ---- | ---- | ---- |
| 81   | ↘78  | ↗119 |

Национальный состав
Согласно переписи 2002 года, преобладающие национальности — башкиры (62 %), татары (36 %).

## Инфраструктура
Личное подсобное хозяйство с зоной сельскохозяйственного использования, индивидуальная застройка усадебного типа.
Основа экономики — сельское хозяйство. 
Действует Конный клуб.

## Транспорт
Деревня доступна автотранспортом.  